# Anomala opacicollis
Anomala opacicollis är en skalbaggsart som beskrevs av Louis Albert Péringuey 1902. Anomala opacicollis ingår i släktet Anomala och familjen Rutelidae. Inga underarter finns listade i Catalogue of Life.